# Traite et exploitation des êtres humains en France
La traite et l'exploitation des êtres humains en France est une variante d'esclavage moderne qui se produit sur le territoire français. Cette pratique est corrélée à d'autres activités illégales, comme l'immigration clandestine et des transactions sur des personnes (y compris des mineurs) à des fins de travail forcé ou d'exploitation sexuelle. Il s'agit d'un phénomène criminel particulièrement difficile à détecter.
Depuis le début des années 2000, la France, membre de plusieurs organisations internationales et partie à de nombreuses conventions internationales ou régionales contribuant à la lutte contre la traite des êtres humains, a fait de cette action une des « priorités françaises en matière de protection et de promotion des droits de l’Homme et de lutte contre la criminalité organisée ». Trois plans nationaux ont été mise en oeuvre (2014-2016, 2019-2021 et 2024-2027).
Les victimes sont particulièrement vulnérables et isolées. Entre 2016 et 2023, entre 1 400 et 2 100 victimes sont dénombrées chaque année. Un nombre similaire de personnes mises en cause est recensé. Sur la période courant entre 2016 et 2022, entre 700 et 1 000 personnes sont condamnées tous les ans pour au moins une infraction relevant de la traite ou de l’exploitation des êtres humains. L’âge moyen des auteurs au moment des faits était de 35 ans en 2016 et baisse sur la période et se situe à 31 ans en 2022. Le quantum moyen de la peine varie entre 21 et 27 mois.

## Définition
Selon la définition officielle des Nations Unies, la traite des êtres humains est « le recrutement, le transport, le transfert, l'hébergement ou l'accueil de personnes, par la menace de recours ou le recours à la force ou à d'autres formes de contrainte, par enlèvement, fraude, tromperie, abus d'autorité ou d'une situation de vulnérabilité, ou par l'offre ou l'acceptation de paiements ou d'avantages pour obtenir le consentement d'une personne ayant autorité sur une autre aux fins d'exploitation. L'exploitation comprend, au minimum, l'exploitation de la prostitution d'autrui ou d'autres formes d'exploitation sexuelle, le travail ou les services forcés, l'esclavage ou les pratiques analogues à l'esclavage, la servitude ou le prélèvement d'organes ». La traite des êtres humains ne se confond pas avec la migration forcée ni avec le trafic illicite de migrants.

## Évaluation
Le Bureau de surveillance et de lutte contre la traite des personnes du département d'État américain a placé la France dans la catégorie « Tier 1 » en 2023, catégorie qui regroupe les pays dont les gouvernements respectent pleinement les normes minimales sur la protection des victimes de la traite. 30 pays sont dans cette catégorie.

## Cadre juridique

### Cadre international
Plusieurs textes internationaux dont la France est partie s'appliquent en matière de traite des êtres humains.

#### Conventions onusiennes
- La Convention relative à l'esclavage (1926) de la Société des Nations, signée à Genève par la France le 25 septembre 1926 et ratifiée le 28 mars 1931[3],[4].

- La Convention pour la répression de la traite des êtres humains et de l'exploitation de la prostitution d'autrui (1949), des Nations unies, ratifiée par la France le 19 novembre 1960[5],[6].

- La Convention supplémentaire sur l'abolition de l'esclavage (1956) de l'ONU, signée par la France le 7 septembre 1956 et ratifiée le 26 mai 1964[7],[8].

- La Convention internationale des droits de l'enfant (1989) de l'ONU, signée par la France le 26 janvier 1990 et ratifiée le 7 août 1990[9],[10] et son protocole facultatif concernant la vente d’enfants, la prostitution des enfants et la pornographie mettant en scène des enfants, signé par la France le 6 sept. 2000 et ratifié avec des réserves le 5 févr. 2003[11],[12].

- La Convention des Nations Unies contre la criminalité transnationale organisée (2000), ou convention de Palerme, et son Protocole visant à prévenir, réprimer et punir la traite des personnes, en particulier des femmes et des enfants (2000), ou Protocole de Palerme, adoptés par les Nations-Unies le 15 novembre 2000 à New York, signés par la France le 12 décembre 2000 et ratifiés le 29 octobre 2002[13],[14].

#### Conventions de l'Organisation internationale du travail
La France est également partie à plusieurs conventions de l'Organisation internationale du travail :
- la convention n°29 sur le travail forcé, 1930, ratifiée par la France le 24 juin 1937[15],[16].

- la convention n°105 sur l'abolition du travail forcé, 1957, ratifiée par la France le 18 décembre 1969[17],[18].

- la Convention n° 138 sur l'âge minimum, 1973, ratifiée par la France le 13 juillet 1990[19],[20]
- la Convention n° 182  sur les pires formes de travail des enfants, 1999, ratifiée par la France le 11 septembre 2001[21],[22].

#### Conventions européennes
- La Convention de sauvegarde des droits de l'homme et des libertés fondamentales, ou Convention européenne des droits de l'homme (1950), signée par la France le 4 novembre 1950 et ratifiée le 3 mai 1974 avec des réserves[23],[24].
- La Charte des droits fondamentaux de l'Union européenne (2000)[25], l'article 4 de la Convention, intitulé « Interdiction de l’esclavage et du travail forcé » stipule que : « 1. Nul ne peut être tenu en esclavage ni en servitude. 2. Nul ne peut être astreint à accomplir un travail forcé ou obligatoire ».
- La Convention du Conseil de l'Europe sur la lutte contre la traite des êtres humains (2005), dite Convention de Varsovie, signée par la France le 22 mai 2006 et ratifiée le 9 janvier 2008[26],[27].
- La directive 2011/36/UE concernant la prévention de la traite des êtres humains et la lutte contre ce phénomène ainsi que la protection des victimes (2011)[28] est transposée en droit français par la loi n° 2013-711 du 5 août 2013 portant diverses dispositions d'adaptation dans le domaine de la justice en application du droit de l'Union européenne et des engagements internationaux de la France. Un complément de transposition a été fait avec la loi n° 2016-444 du 13 avril 2016 visant à renforcer la lutte contre le système prostitutionnel et à accompagner les personnes prostituées[29]
- Directive (UE) 2024/1712 du Parlement européen et du Conseil du 13 juin 2024 a modifié la directive 2011/36/UE concernant la prévention de la traite des êtres humains et la lutte contre ce phénomène ainsi que la protection des victimes[30].

### Cadre national
En droit interne français, en dehors de l’incrimination de l’esclavage organisé et de grande ampleur au titre du crime contre l’humanité, le Code pénal réprime à l’heure actuelle l’esclavage, la servitude, le travail forcé, la traite des êtres humains, le proxénétisme, ainsi que les conditions de travail et d’hébergement contraires à la dignité humaine ou abusives.

#### Lois dédiées
Depuis le début des années 2000, la France, membre de plusieurs organisations internationales et partie à de nombreuses conventions internationales ou régionales contribuant à la lutte contre la traite des êtres humains, a fait de cette action une des « priorités françaises en matière de protection et de promotion des droits de l’Homme et de lutte contre la criminalité organisée ». Elle s’est ainsi progressivement dotée, à partir de la loi 18 mars 2003 sur la sécurité intérieure, d’un dispositif assez conséquent, mêlant textes normatifs et politiques publiques. Les principales lois sont les suivantes.
- La loi no 2003-239 du 18 mars 2003 a introduit l'infraction de traite dans le droit pénal français. Depuis 2003, les articles 225-4-1 et suivants du code pénal portent sur l'infraction de traite des êtres humains.
- La loi no 2013-711 du 5 août 2013 transpose la directive 2011/36/UE (laquelle a remplacé la décision-cadre 2002/629/JAI) et adapte également le droit français à la Convention de Varsovie. Elle modifie en particulier la définition de la traite des êtres humains de la loi de 2003[31].
- La loi du 30 mars 2016 autorisant la ratification du protocole additionnel de 2014 relatif à la Convention n°29 sur le travail forcé de l’Organisation Internationale du Travail (OIT). Le 7 juin 2016, la France est devenue le sixième pays à ratifier ce protocole additionnel[32].
- La loi du 13 avril 2016 visant à mettre fin à la prostitution et à lutter contre la traite des êtres humains à des fins d'exploitation sexuelle[33]. ;
- La loi du 3 juin 2016 renforçant la lutte contre le crime organisé, le terrorisme et leur financement, en donnant aux juges et aux procureurs de nouveaux moyens d'investigation, contribue à rendre plus efficaces les dispositions sur la lutte contre la traite des êtres humains[34].

#### Protection des victimes
Le régime de protection des victimes de la traite est prévu au travers d’un certain nombre de dispositions du code pénal, du code de procédure pénale (CPP), du CESEDA, et du code de l'action sociale et des familles. Le CESEDA prévoit par ailleurs un délai de réflexion de 30 jours pour les victimes de la traite susceptibles de coopérer avec les autorités judiciaires, et la possibilité de leur admission au séjour, et des mesures d’accompagnement social à leur égard. En 2009, une circulaire du Ministre chargé de l’immigration sur les conditions d’admission au séjour des étrangers victimes de la traite des êtres humains ou du proxénétisme a été adressée aux préfets ainsi qu’au directeur général de la police nationale et au directeur général de la gendarmerie nationale.
la loi du 17 août 2015 qui transpose la directive 2012/29 UE sur les droits des victimes en droit français prévoit la mise en place du dispositif d’évaluation personnalisé des victimes, destiné à adapter les mesures de protection procédurales aux besoins de celles-ci pour les protéger contre les risques de représailles, d’intimidation et de sur-victimisation.
La loi no 2016-444 du 13 avril 2016, visant à renforcer la lutte contre le système prostitutionnel et à accompagner les personnes prostituées, prévoit que l’article 706-63-1 du CPP ouvre aux victimes de traite des êtres humains, dont la vie ou l’intégrité physique est gravement mise en danger, des droits à une protection destinée à assurer leur sécurité notamment par l’usage d’une identité d’emprunt. Elles peuvent également bénéficier de la domiciliation administrative dans une association ou chez un avocat.
Le CPP a été modifié afin d’élargir aux victimes de traite ayant témoigné le fait de bénéficier d’un cadre de protection renforcé (article 706-40-1). L’article 306 du CPP précise désormais qu’une victime de traite peut de droit demander la tenue d’audience aux assises en huis clos. En outre, l’article 225-24 du code pénal est modifié de façon que la peine complémentaire de confiscation des biens ayant servi à commettre l’infraction ou qui en sont le produit, prévue en matière de proxénétisme, s’applique également aux infractions de traite.
Quant aux victimes de la traite qui demandent l'asile, elles peuvent être hébergées en centre d'accueil de demandeurs d'asile (CADA). Il s’agit d’un dispositif national de caractère généraliste ayant une capacité d’un peu plus de 107 000 places au 30 juin 2020. Entre 2018 et 2022, 303 places spécialisées ont été créées au sein de ce dispositif sur quatre régions (Ile-de-France, Auvergne-Rhône-Alpes, Nouvelle Aquitaine, Provence-Alpes-Côte d’Azur) pour accueillir les femmes victimes de la violence ou de la traite qui sont demandeuses d’asile ou réfugiées. Les CADA qui sont entrés dans ce projet doivent offrir un accompagnement renforcé et une mise à l’abri sécurisée.

## Cadre institutionnel

### Coordination interministérielle

#### La MIPROF
La mission interministérielle pour la protection des femmes contre les violences et la lutte contre la traite des êtres humains (MIPROF) dont la création est décidée par le Comité interministériel aux droits des femmes le 30 novembre 2012 et entérinée par le décret no 2013-7 du 3 janvier 2013, assure la coordination nationale de la lutte contre la traite des êtres humains et impulse l’action de l’État en matière de lutte contre les violences faites aux femmes. La MIPROF est placée sous l'autorité du ministère chargé de l’égalité entre les femmes et les hommes, de la diversité et de l’égalité des chances. Il existe au sein de la MIPROF un comité de pilotage chargé du suivi de la mise en oeuvre du plan d’action national de lutte contre la traite qui est exclusivement composé d’acteurs institutionnels et, depuis le décret no 2016-1096 du 11 août 2016, un comité de coordination spécifiquement sur la traite, composé des membres du comité d’orientation intervenant en matière de lutte contre la traite, y compris des personnalités qualifiées et des représentants associatifs.

### Autorité administrative indépendante: la CNCDH
Depuis 2014, la fonction de rapporteur national indépendant sur la traite est assurée par la Commission nationale consultative des droits de l'homme (CNCDH), en sa qualité d'autorité administrative indépendante.

### Ministère de l’Intérieur
Le ministère de l’Intérieur a sous son autorité la police nationale et la gendarmerie nationale, qui assurent la sécurité publique et la police judiciaire sous la direction des procureurs de la République. Traditionnellement, sur le terrain, la police nationale est chargée de la sécurité dans les zones urbaines tandis que la gendarmerie nationale l’est dans les zones périurbaines et rurales. Plusieurs services dépendant du ministère interviennent dans la question de la traite des êtres humains :
La Délégation aux victimes, une structure à vocation nationale et permanente créée en 2005, composée de policiers et gendarmes, a pour rôle de contribuer à l’amélioration de la prise en compte des victimes, y compris de la traite des êtres humains, dans les différents services du ministère,.
Le Bureau de l’immigration familiale est lui chargé d’élaborer les conditions de séjour des victimes de la traite une fois identifiées par les services de police judiciaire et du suivi statistique de la délivrance de titre de séjour aux victimes, hormis la délivrance des récépissés de la période de réflexion.
Cinq offices centraux de police judiciaire spécialisés peuvent être amenés à connaître d’affaires de traite des êtres humains en fonction du type d’exploitation de la victime qui a été envisagé par les trafiquants : 
- l'Office central pour la répression de la traite des êtres humains (OCRTEH), créé en 1958, rattaché à la Direction centrale de la Police judiciaire (DCPJ) constate et réprime les infractions de traite aux fins de l’exploitation sexuelle et de proxénétisme. Il centralise tous les renseignements pouvant faciliter la recherche de réseaux de traite aux fins de prostitution, et coordonne toutes les opérations répressives en la matière sur l’ensemble du territoire[41],[42] ;
- l'Office de lutte contre le trafic illicite de migrants (OLTIM), qui a succédé en 2022 à l'Office central pour la répression de l'immigration irrégulière et de l'emploi d'étrangers sans titres (OCRIEST), créé en 1996 au sein de la Direction centrale de la Police aux frontières (DCPAF) de la DGPN[42],[43].

- l'Office central de lutte contre le travail illégal (OCLTI), rattaché à la SDPJ de la DGGN, est compétent pour la lutte contre les infractions relatives au travail illégal sous toutes ses formes et coordonne les investigations à l’échelon national et opérationnel dans ce domaine[42] ;
- l'Office central de lutte contre la délinquance itinérante (OCLDI), rattaché à la sous-direction de la police judiciaire (SDPJ) de la direction générale de la gendarmerie nationale (DGGN), est compétent dans les affaires de traite dont les réseaux sont itinérants[42] ;
- l'Office central de lutte contre la criminalité liée aux technologies de l'information et de la communication (OCLCTIC), compétent en matière de lutte contre la criminalité, et donc (entre autres) en matière de lutte contre l'exploitation sexuelle sur internet et la pédopornographie. L'OCLCTIC gère le service de signalement www.internet-signalement.gouv.fr où tout citoyen peut signaler des contenus illicites. Les données de ce service sont analysées par la Plateforme d'harmonisation, d'analyse, de recoupement et d'orientation des signalements (PHAROS) qui transmet ces informations aux services compétents. L'OCLCTIC est rattaché à la DCPJ de la DGPN[42] ;
- L'Office central de lutte contre les atteintes à l'environnement et à la santé publique (OCLAESP), compétent en matière de traite aux fins de prélèvement d'organes. Il est rattaché à la SDPJ de la DGGN[42].

Par ailleurs, l’Unité de coordination opérationnelle de la lutte contre le trafic et l’exploitation des migrants (UCOLTEM), créée en 2010 et rattachée à l'OLTIM depuis 2022, est chargée de rassembler et partager le renseignement opérationnel dans le domaine de la lutte contre la criminalité organisée favorisant l’immigration irrégulière sous toutes ses formes.
En outre, à Paris et dans les trois départements limitrophes (Hauts-de Seine, Seine-St-Denis, Val-de-Marne), la sécurité publique et la police judiciaire sont assurés par la Préfecture de police.
En 2013, l'Office central de lutte contre les crimes contre l'humanité, les génocides et les crimes de guerre (OCLCH) est créé. Il est rattaché à la Gendarmerie nationale. Parmi les crimes internationaux les plus graves dont il peut être saisi, figurent la traite des êtres humains aux fins d'esclavage, de prostitution forcée et de prélèvements d'organes quand ces infractions sont constitutives d'un crime contre l'humanité ou d'un crime de guerre,.
L’Office français de l'immigration et de l'intégration (OFII) est un opérateur du ministère qui compte parmi ses missions l’aide au retour dans le pays d’origine des étrangers présents sur le territoire français, y compris en situation irrégulière, et souhaitant ce retour.
L'Office central pour la répression des violences faites aux personnes (OCRVP), créé en 2006, est chargé de coordonner sur le plan national la lutte contre les infractions violentes à l’encontre des personnes et, à ce titre, est une composante de la division pour la répression de la traite des êtres humains et des violences aux personnes.

### Ministère de la Justice et juridictions interrégionales spécialisées
Le Bureau de l’aide aux victimes et de la politique associative comporte un volet sur l’aide aux victimes d’infraction à proprement parler, et dans ce cadre il est chargé de concevoir, en liaison avec les directions concernées du ministère, les actions en faveur
des victimes et de participer à l’élaboration des projets de loi et décrets relatifs aux droits des victimes. Il apporte son soutien aux associations de victimes et d’aide aux victimes, y compris par le biais de subventions versées à des associations d’aide aux victimes de la traite.
Les juridictions interrégionales spécialisées (JIRS) ont été mises en place en 2004. Elles sont compétentes dans des affaires de criminalité organisée et de délinquance financière d’une grande complexité, et sont par là même amenées à connaître d’affaires de traite.

### Ministère des Affaires étrangères
Un ambassadeur itinérant chargé de la lutte contre la criminalité, fonction effective depuis le 4 février 2000, a vu son mandat élargi à la traite des êtres humains en 2010.
La Mission de la gouvernance démocratique, et en particulier son Pôle État de droit, libertés et reconstruction, apporte un appui à des États tiers qui le demandent pour le renforcement de l’État de droit et des libertés publiques. Cela porte notamment sur la lutte contre la traite des êtres humains par le biais de l’élaboration et la mise en oeuvre de projets dans les pays concernés, y compris en matière de prévention et de sensibilisation au phénomène de la traite.

### Organisations non gouvernementales
La France compte un certain nombre d'organisations non gouvernementales (ONG) oeuvrant dans le domaine de la lutte contre les différentes formes de traite qui viennent en aide aux victimes, sensibilisent les autorités, organisent des formations, mènent des campagnes en direction du grand public, et conduisent des recherches. Un certain nombre d'entre elles se sont par ailleurs regroupées dans le cadre du Collectif « Ensemble contre la traite des êtres humains » afin de coordonner leur action, créé par le Secours Catholique en 2007 et regroupant 28 associations françaises,.

## Actions de la France au niveau international

### Au sein de l'ONU
La France est partie du Protocole additionnel de la Convention des Nations Unies contre la criminalité transnationale organisée (UNTOC, dite « Convention de Palerme ») qui vise à prévenir, réprimer et punir la traite des personnes, en particulier des femmes et des enfants. Ce protocole est le seul instrument universel juridiquement contraignant en matière en matière de lutte contre la traite des êtres humains. Le mécanisme d’examen par les États parties de ce protocole a été mis en place en octobre 2020, à l’occasion de la 10e session de la Conférence des États parties à la Convention de Palerme.
Un Plan d’action mondial contre la traite des êtres humains (résolution 64/293) a été adopté en 2010 par l'Assemblée générale des Nations unies. Cet instrument de « soft law » vient compléter et promouvoir une application effective du Protocole additionnel, en créant notamment un fonds fiduciaire pour l’assistance aux victimes. En 2013, l’Assemblée générale des Nations unies a tenu une réunion de haut niveau pour évaluer ce Plan d’action mondial. C’est à cette occasion que les États Membres ont proclamé le 30 juillet « Journée mondiale de la lutte contre la traite des êtres humains ».

### Au niveau européen
La France a ratifié en 2008 la Convention du Conseil de l'Europe sur la lutte contre la traite des êtres humains (dite Convention de Varsovie) qui place la victime au cœur du dispositif de lutte. Le Conseil de l’Europe s’est doté d’un groupe d'experts sur la lutte contre la traite des êtres humains (GRETA), chargé de veiller à sa bonne application. La France a accueilli le GRETA en février 2021 à l’occasion d’une mission d’évaluation.
La France est également engagée dans des actions de lutte contre la traite des êtres humains au sein de l'OSCE, notamment à l’occasion des conférences annuelles de l'Alliance contre la traite des êtres humains.

### Actions bilatérales
Une coopération étroite entre la France et les régions les plus touchées par ce phénomène, en particulier en Afrique, dans le cadre du projet d’appui à la lutte contre la traite des personnes dans les pays du Golfe de Guinée mis en œuvre par Expertise France et co-financé avec l'UE, mais également en Europe du Sud-Est, en lien avec l'UE, l'ONUDC et l'OSCE.

## Actions au niveau national

### Période antérieure à 2014
En application de l'ensemble des textes internationaux et européens dont elle est partie, la France a pour obligation de combattre efficacement la traite et l’exploitation en punissant ceux qui en sont les auteurs, en protégeant ceux qui en sont les victimes et en prévenant ce phénomène. Dans un premier temps et en accord avec le Protocole de Palerme, l’action de la France a essentiellement consisté à améliorer la répression de la traite et de l’exploitation, assimilées à une forme de criminalité transnationale et organisée. En 2009, le CNCDH émet un avis sur le positionnement de la France, notamment par rapport à la Convention de 2005, et souligne qu'elle est appelée à recentrer sa politique autour du respect des droits fondamentaux des victimes. C'est dans ce cadre qu'est décidée en 2012 la création de la mission interministérielle pour la protection des femmes contre les violences et la lutte contre la traite des êtres humains (MIPROF) entérinée par le décret no 2013-7 du 3 janvier 2013.

### Premier plan national (2014-2016)
Le premier plan d’action national de lutte contre la traite des êtres humains (2014-2016) a été adopté en Conseil des ministres le 14 mai 2014. Il comprend 23 mesures qui s’articulent autour de trois piliers : l’identification et l’accompagnement des victimes de la traite, le démantèlement des réseaux de la traite et la mise en place d’une politique publique de lutte contre la traite.

### Deuxième plan national (2019-2021)
Le deuxième plan d’action national contre la traite des êtres humains, qui couvre la période 2019-2021, a finalement été adopté en octobre 2019, près de trois ans après la fin du premier plan, ce qui est, selon de nombreux acteurs et en particulier le GRETA, un signe de désintérêt des pouvoirs publics dans la lutte contre la traite. Le plan s’articule autour de six axes :
1. informer et communiquer pour mieux prévenir le phénomène de la TEH ;
2. définir une stratégie d’identification des victimes ;
3. protéger et accompagner les victimes de la TEH ;
4. intensifier la répression des auteurs ;
5. coordonner l’action publique de la lutte contre la TEH ;
6. renforcer la coopération aux niveaux européen et international.

### Troisième plan national (2024-2027)
Le troisième Plan national de lutte contre l’exploitation et la traite des êtres humains 2024-2027 est lancé le 11 décembre 2023. Il a été élaboré dans le cadre d’une concertation ayant impliqué plus de 30 associations et fondations de la société civile, une dizaine de ministères, des partenaires institutionnels internationaux – Union européenne, Conseil de l’Europe, Organisation des Nations unies, Organisation pour la sécurité et la coopération en Europe – et le rapporteur national indépendant de la Commission nationale consultative des droits de l'Homme. Il comprend, entre autres, un plan de formation national d’envergure déployé avant fin 2025 et la création d’un observatoire national de l’exploitation et la traite des êtres humains

### Autres stratégies concomitantes
Les autres stratégies nationales concomitantes : 
- Le plan national d’action « Femmes, Paix, Sécurité » 2021-2025 (pilote : MEAE/NUOI)[53]
- La stratégie interministérielle de coopération « migrations – développement » 2022-2030 (pilote : MEAE/DGM)[54]
- La « stratégie nationale d’accélération » pour éliminer le travail des enfants, le travail forcé, la traite des êtres humains et les formes contemporaines d’esclavage à l’horizon 2030 (pilote : Déléguée du Gouvernement français auprès de l'OIT)[55]

## Victimes

### Période 2008-2016
Dans le cadre d'une réponse à un questionnaire du GRETA lors de son premier cycle d'évaluation de la mise en œuvre, par les Parties, de la Convention du Conseil de l'Europe sur la lutte contre la traite des êtres humains, la France fait état de 822 victimes en 2008 (788 femmes, 11 hommes et 23 enfants), 799 en 2009 (723 femmes, 56 hommes et 20 enfants), de 726 en 2010 (672 femmes, 14 hommes et 40 enfants), et de 654 en 2011. 189 victimes sont de nationalité française en 2010 et de 149 en 2011 qui seraient avant tout des victimes de proxénétisme. Le Greta souligne que la traite aux fins de travail forcé, d’esclavage et de servitude, au sens du droit international, n'apparaît pas car ces formes d’exploitation n’étaient alors pas couvertes expressément par le droit pénal français. Seules les victimes soumises à des conditions de travail contraires à la dignité humaine (rétribution ou rémunération insuffisante, conditions d’hébergement contraires à la dignité), sans qu’il ne soit possible de déterminer si cette exploitation s’inscrivait dans le cadre de 
traite des êtres humains sont dénombrées : 84 victimes en 2008, 98 en 2009, 55 en 2010 et 138 en 2011.
En 2013, il y avait 871 victimes adultes de proxénétisme et d’exploitation sexuelle (853 femmes et 18 hommes) et, en 2014, 710 victimes (681 femmes et 29 hommes). Ces victimes étaient originaires principalement de Roumanie, suivi de la France, du Nigéria, de la Chine, de la Bulgarie et du Brésil. Depuis 2015, les statistiques de l’OCRTEH effectuent la distinction entre victimes de proxénétisme et victimes de traite des êtres humains.
S’agissant des enfants, la Brigade de protection des mineurs (BPM) de Paris a rassemblé des données concernant Paris et ses alentours selon lesquelles il y a eu, en 2013, 58 enfants victimes de traite (dont 31 aux fins de criminalité forcée, 26 aux fins d’exploitation sexuelle et une victime de servitude domestique) et, en 2014, 50 enfants victimes de traite (dont 21 aux fins de criminalité forcée et 29 aux fins d’exploitation sexuelle). La grande majorité des victimes d’exploitation sexuelle/proxénétisme étaient des filles d’origine française. Les ONG spécialisées ont relevé une augmentation significative du nombre de victimes de traite aux fins d’exploitation sexuelle originaires du Nigéria, en particulier des filles âgées de moins de 15 ans, parfois aussi jeunes que 11 ans.

### Période 2016-2027
En 2023, 2 143 victimes de traite et d’exploitation des êtres humains ont été enregistrées par les services de police et de gendarmerie, soit 3 victimes pour 100 000 habitants. Le nombre de victimes est en hausse de 6 % par rapport à 2022, et de 49 % par rapport à 2016.
| Groupes d'infractions                           | 2016  | 2017  | 2018  | 2019  | 2020  | 2021  | 2022  | 2023  |
| ----------------------------------------------- | ----- | ----- | ----- | ----- | ----- | ----- | ----- | ----- |
| Infractions de traite des êtres humains         | 218   | 204   | 191   | 244   | 228   | 331   | 362   | 404   |
| Infractions de proxénitisme                     | 922   | 841   | 905   | 797   | 848   | 1044  | 993   | 1 043 |
| Infractions d'exploitation de la mendicité      | 56    | 79    | 67    | 48    | 23    | 31    | 45    | 26    |
| Infractions d'exploitation par le travail       | 374   | 440   | 435   | 676   | 347   | 514   | 798   | 764   |
| dont Réduction en esclavage                     | 6     | 14    | 8     | 18    | 5     | 8     | 5     | 12    |
| Conditions de travail et d'hébergement indignes | 364   | 392   | 421   | 653   | 339   | 471   | 772   | 737   |
| Travail forcé                                   | <5    | 33    | 7     | <5    | <5    | 24    | 62    | 12    |
| Réduction en servitude                          | <5    | <5    | <5    | 5     | 0     | 25    | 6     | 6     |
| Ensemble                                        | 1 439 | 1 451 | 1 538 | 1 669 | 1 372 | 1 811 | 2 027 | 2 143 |

## Personnes mises en cause et condamnées

### Personnes mises en cause
| Groupes d'infractions                           | 2016  | 2017  | 2018  | 2019  | 2020  | 2021  | 2022  | 2023  |
| ----------------------------------------------- | ----- | ----- | ----- | ----- | ----- | ----- | ----- | ----- |
| Infractions de traite des êtres humains         | 254   | 228   | 340   | 265   | 321   | 336   | 250   | 242   |
| Infractions de proxénitisme                     | 1 038 | 1 127 | 1 335 | 1 244 | 1 343 | 1 694 | 1 448 | 1 402 |
| Infractions d'exploitation de la mendicité      | 57    | 107   | 87    | 43    | 23    | 23    | 34    | 31    |
| Infractions d'exploitation par le travail       | 251   | 248   | 303   | 302   | 294   | 283   | 377   | 353   |
| dont Réduction en esclavage                     | 12    | 10    | 6     | 5     | <5    | 7     | 0     | 5     |
| Conditions de travail et d'hébergement indignes | 236   | 233   | 293   | 292   | 285   | 266   | 360   | 340   |
| Travail forcé                                   | <5    | <5    | 6     | 5     | <5    | 5     | 11    | 5     |
| Réduction en servitude                          | <5    | <5    | <5    | <5    | <5    | 8     | 7     | nc    |
| Ensemble                                        | 1 408 | 1 523 | 1 828 | 1 671 | 1 756 | 2 126 | 1 953 | 1 933 |

### Personnes condamnées
Toutes les personnes mises en cause ne sont pas poursuivies. En 2023 par exemple 12 % ont été déclarés non poursuivables, la grande majorité d’entre eux pour infraction insuffisamment caractérisée. Dans 88 % des cas une réponse pénale a donc été apportée. Pour deux mis en cause sur trois (66 %), l’affaire a fait l’objet d’une information judiciaire et pour le tiers restant, elle a fait l’objet de poursuites directes devant une juridiction de jugement (convocation par OPJ, comparution immédiate ou autres mode de poursuite).
Le tableau suivant présente le nombre de personnes condamnées par sexe et évolution de l’âge moyen entre 2016 et 2022. Il ressort que, sur cette période, entre 700 et 1 000 personnes sont condamnées tous les ans pour au moins une infraction relevant de la traite ou de l’exploitation des êtres humains. Le volume des personnes condamnées augmente de 43 % entre 2016 et 2019 puis diminue pour les années 2020 et 2021 marquées par la crise sanitaire de la Covid-19 et le ralentissement de l’activité des juridictions. En 2022, une baisse de 13 % est toutefois relevée par rapport à l’année 2019. L’âge moyen des auteurs au moment des faits était de 35 ans en 2016 et baisse sur la période et se situe à 31 ans en 2022.

Nombre de personnes condamnées pour trafic ou exploitation d'êtres humains en France par sexe et évolution de l’âge moyen entre 2016 et 2022.

71 % des peines principales prononcées en 2022 relèvent de l’emprisonnement ferme, dont 33 % assorties d’un sursis partiel. Entre 2016 et 2019, le volume des condamnations avec au moins une infraction du champ infractionnel s’accroît de 43 %. Cette évolution est portée par l’augmentation des condamnations pour au moins une infraction relevant du proxénétisme, soit 51 % entre 2016 et 2019. Cette hausse des condamnations pour proxénétisme pourrait être en lien avec la loi du 13 avril 2016 visant à renforcer la lutte contre le système prostitutionnel.
|                      | 2016 | 2017 | 2018 | 2019 | 2020 | 2021 | 2022 |
| -------------------- | ---- | ---- | ---- | ---- | ---- | ---- | ---- |
| Emprisonnement ferme | 21   | 24   | 22   | 26   | 25   | 25   | 27   |
| Sursis               | 11   | 11   | 11   | 12   | 12   | 13   | 13   |